# U-Bahn Changsha
Die U-Bahn Changsha (chin. 长沙地铁 Pinyin Chángshā dìtiě) ist die U-Bahn der Stadt Changsha in der chinesischen Provinz Hunan. Die erste Linie wurde im Jahre 2014 eröffnet. Ende 2022 sind sechs Linien in Betrieb. Ein Ausbau auf sieben Linien mit 260 Kilometern Gesamtlänge ist in Planung, langfristig werden 12 Linien mit 456 Kilometern Gesamtlänge angestrebt. Der Flughafen Changsha-Huanghua im Nordosten wird mit einer Magnetschwebebahn, dem Changsha Maglev Express, angeschlossen.

## Linien im Betrieb

### Linie 1

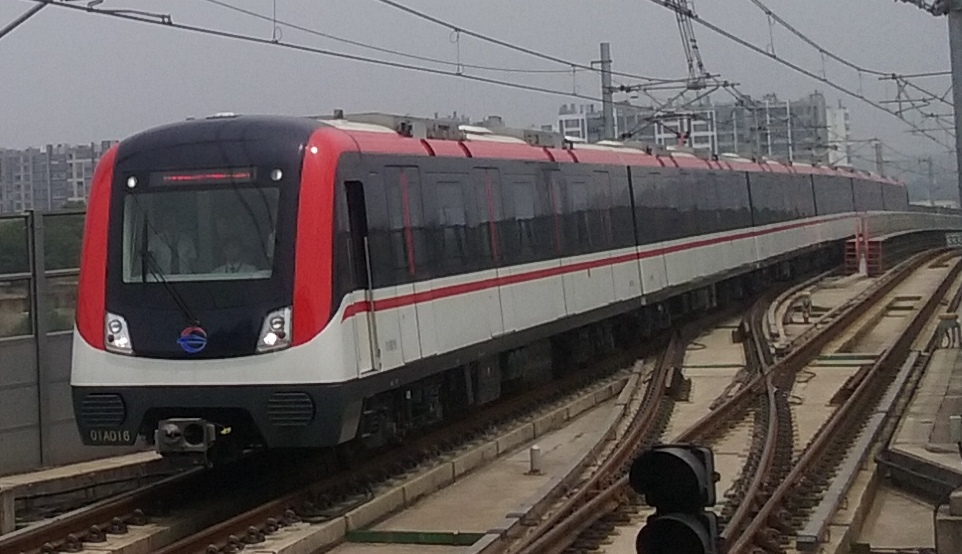
Zug des Linie 1

Die Linie 1 führt auf der Ostseite des Xiang Jiang von Norden nach Süden. Der erste 23,55 km lange Abschnitt mit 20 Stationen ist seit dem 26. Dezember 2010 im Bau und ist seit 28. Juni 2016 in Betrieb. Er beginnt beim Busbahnhof im Norden führt zum Wuyi-Platz, wo Anschluss zur Linie 2 besteht, und weiter nach Süden, wo er die Eisenbahner-Universität und die Provinzregierung bedient, bis zur Endstation an der Wanjiali-Straße.
Der Bau einer 9,93 km langen und fünf Stationen umfassenden nördlichen Verlängerung bis zur Caixia-Straße in Xiangxiu wurde am 15. März 2017 von der Staatlichen Kommission für Entwicklung und Reform genehmigt. Dafür wurden 5,3 Milliarden Yuan budgetiert.

### Linie 2

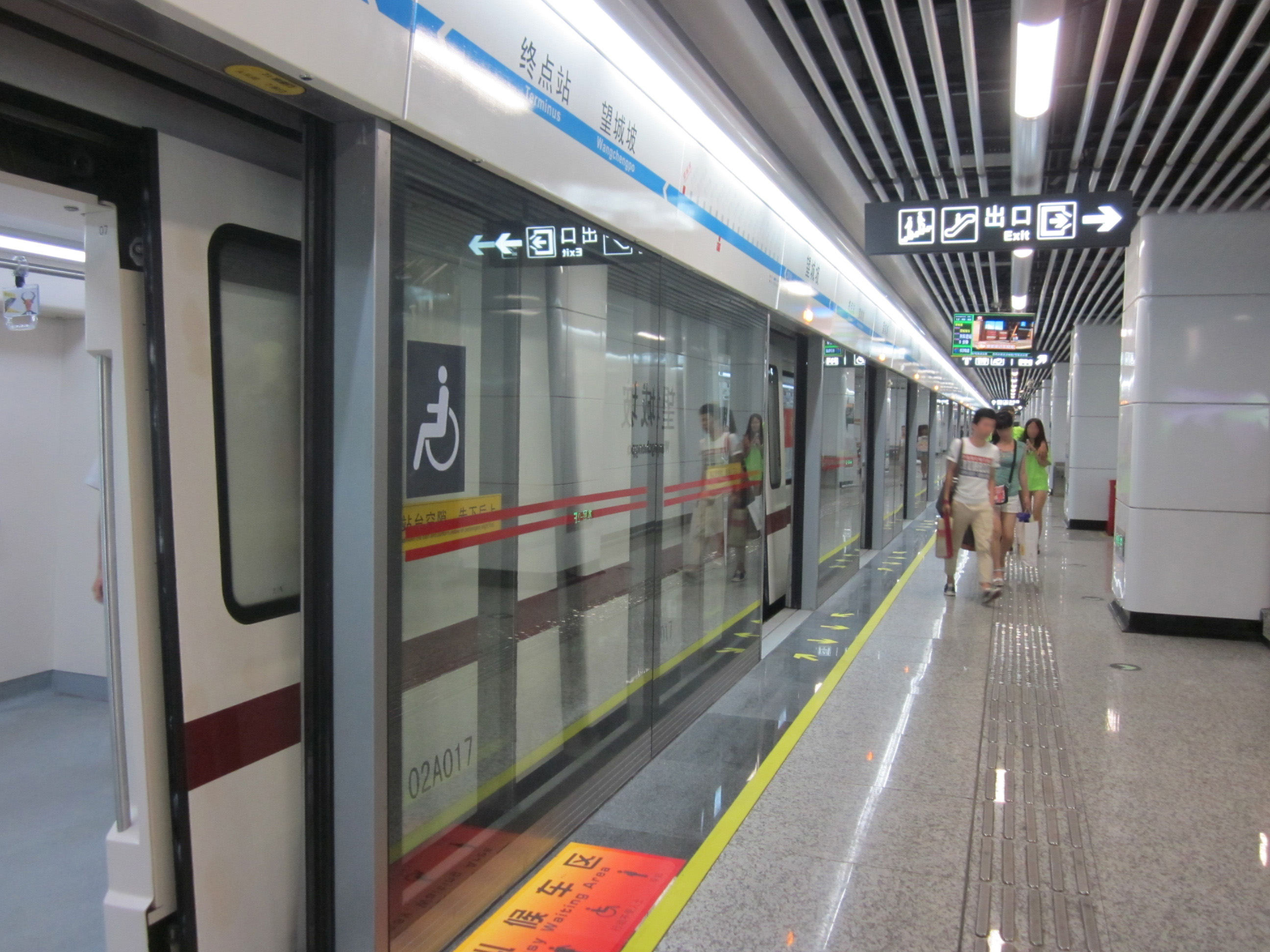
Linie 2

Die Linie 2 führt von Westen nach Osten und unterquert dabei den Xiang-Fluss. Der Bau des ersten 22,3 km langen Abschnitts mit 19 Stationen begann am 28. September 2009. Im November 2013 fand eine erste Testfahrt in den beiden Tunneln statt. Eine weitere Probefahrt, bei der die volle Beladung des Zugs mit Sandsäcken simuliert wurde, endete Anfang März 2014 erfolgreich. Der Betrieb wurde am 29. April 2014 eröffnet. Die Strecke führt vom Busbahnhof im Westen der Stadt über das Finanz- und Wirtschaftsinstitut, die Orangeninsel im Xiang-Fluss, den Wuyi-Platz und den Bahnhof in der Innenstadt zum Südbahnhof. Am Wuyi-Platz besteht eine Umsteigemöglichkeit zur Linie 1, am Südbahnhof zur Linie 4 und dem Changsha Maglev Express zum Flughafen.
Am 28. Dezember 2015 wurde die erste Verlängerung um 4,6 Kilometer in Betrieb genommen.
Eine Verlängerung um weitere 14,7 Kilometer mit elf Stationen nach Westen bis zum Jinqiao Transportation Hub wurde am 15. März 2017 von der Staatlichen Kommission für Entwicklung und Reform genehmigt. Dafür wurden 9,5 Milliarden Yuan budgetiert und eine Bauzeit bis 2021 veranschlagt.

### Linie 3
Die Linie 3 führt von Südwesten nach Nordosten. In ihrer ersten Bauphase ist sie 36,4 Kilometer lang sein und 25 Stationen haben. Der Bau dieser Phase wurde im Jahre 2012 von der Staatlichen Kommission für Entwicklung und Reform genehmigt. Dabei wurden Investitionen von 23,6 Milliarden Yuan bugdgetiert und eine Bauphase von 2012 bis 2016 veranschlagt. Die Eröffnung fand im Juni 2020 statt.

### Linie 4
Die 33,5 Kilometer lange Linie 4 führt von Nordwesten nach Südosten und hat 25 Stationen. Von der Purui-Straße führt die Linie über die Hunan Normal Universität, den Sportpark und den Südbahnhof zur Guihua-Straße. Sie wurde am 26. Mai 2019 eröffnet. Bei seiner Genehmigung waren Baukosten von 21,9 Milliarden Yuan budgetiert und eine Bauzeit von 2013 bis 2017 geplant.
Eine Verlängerung um 14,3 Kilometer mit acht Stationen nach Norden bis zur Lianjiang-Straße wurde am 15. März 2017 von der Staatlichen Kommission für Entwicklung und Reform genehmigt. Dafür wurden 6,8 Milliarden Yuan budgetiert und eine Bauzeit bis 2022 veranschlagt.

### Linie 5
Die 22,7 Kilometer lange Linie 5 führt von Süden nach Norden und hat 18 Stationen. Die Endstationen sind Panlong-Straße und Shidai-Straße. Bei ihrer Genehmigung waren Baukosten von 15,7 Milliarden Yuan budgetiert und eine Bauzeit von 2014 bis 2018 geplant. Mit zwei Jahren Verspätung wurde die Strecke im Juni 2020 eröffnet.
Eine Verlängerung um 3,6 Kilometer mit zwei Stationen nach Norden bis zur Weisan-Straße wurde am 15. März 2017 von der Staatlichen Kommission für Entwicklung und Reform genehmigt. Dafür wurden 1,4 Milliarden Yuan budgetiert und eine Bauzeit bis 2022 veranschlagt.

### Linie 6
Die Linie 6 ist 48,1 Kilometer lang und hat 32 Stationen. Sie sollte in drei Abschnitten gebaut werden und Meixihu mit dem Flughafen Changsha-Huanghua verbinden. Für dieses Unterfangen wurden im Jahr 2017 von der Staatlichen Kommission für Entwicklung und Reform Baukosten von 36,4 Milliarden Yuan budgetiert und eine Bauzeit bis 2022 geplant.
Die Züge werden auf die 2023 eröffnete Xihuan-Linie im Süden der Stadt durchgebunden.

## Im Bau oder Planung befindliche Linien

### Linie 7
Der erste Bauabschnitt der Linie 7 soll 21,6 Kilometer lang sein, 18 Stationen haben und vom nordöstlichen Teil des Stadtzentrums in Richtung Süden führen. Für dieses Projekt wurden im Jahr 2017 von der Staatlichen Kommission für Entwicklung und Reform Investitionen von 18,1 Milliarden Yuan budgetiert und eine Bauzeit bis 2021 geplant.